# Jan van der Kooi
Jan van der Kooi (nacido en Groningen el 16 de enero de 1957) es un pintor holandés y dibujante en el estilo de artes figurativas. Es a menudo considerado como el mejor dibujante y pintor contemporáneo holandés.

## Formación
Van der Kooi pasó su infancia en Bedum. De 1980 a 1983 estudió en la Academia de Arte Minerva en Groningen, donde sus maestros fueron Matthijs Röling y Martin Tissing.

## Trayectoria
Después de sus estudios, se mudó a la provincia de Frisia, donde comenzó a trabajar en el área de Drachten. Van der Kooi pinta y dibuja paisajes, naturalezas muertas, retratos, desnudos y animales. Van der Kooi se centra particularmente en pintar la luz del sol en diferentes lugares y climas, como Perú, Nepal e Israel. Cada año visita Italia, donde estudia la luz del sol y los paisajes de Venecia y Toscana.
Desde el 2007 da clases magistrales en la Academia Clásica de pintores en la Universidad de Groningen, y desde 2014 da clases magistrales en el Medio Oriente. Un pintor israelí invitó a Van der Kooi a ir y dar seminarios, debido a que hay pocos pintores clásicos en Israel y Palestina, debido a la relativamente corta historia en el arte clásico.
En 2002, la vida y la obra de Van der Kooi aparecieron en las noticias nacionales y en un documental en la televisión nacional holandesa. En 2004, la serie de televisión educativa para niños Het Klokhuis tuvo un episodio sobre los dibujos de tigres de Van der Kooi. En 2007, su amigo y colega británico Michael Reynolds invitó a Van der Kooi a participar en una exposición de la Royal Society of Portrait Painters en Londres y más tarde ese mismo año Emma Kirkby y Anthony Rooley actuaron en la inauguración de la exposición de Van der Kooi en Museum de Buitenplaats en Eelde.
En 2009 los cuatro pintores figurativos holandeses Matthijs Röling, Pieter Pander, Pieter Knorr y Jan van der Kooi fueron invitados por un galerista en Amberes para exponer sus obras en una exposición conjunta titulada Los cuatro grandes del norte. En 2012, se exhibieron carteles de dibujos de tigres de Van der Kooi en las estaciones nacionales de ferrocarril holandesas para promocionar la exposición en el Museo de Dordrecht.
Van der Kooi ha hecho dibujos en un libro que también fue utilizado por Miguel Ángel y Rafael y que estuvo en posesión de Christina, Reina de Suecia.

## Exposiciones
- 1985 An art fair in Toronto.[18]
- 2002 Museum de Buitenplaats in Eelde. At this exhibition the book Jan van der Kooi, painter, drawer was presented.
- 2005 Exhibition at Laurentius in Middelburg. Presentation of the book compiled with animal drawings from sketch books Bestiarium.
- 2007 London: The Royal Society of Portrait Painters, following an invitation by the British friend and colleague Michael Reynolds, and an exhibition in Museum de Buitenplaats in Eelde.
- 2009 Antwerp: The four greats from the north exhibition of the four northern Dutch painters Matthijs Röling, Pieter Pander, Pieter Knorr and Jan van der Kooi.
- 2012 Leonardo’s student exhibition at Dordrechts Museum, visited by more than 35.000 people.[19] During this exhibition the book Jan van der Kooi, drawer, painter was presented. To promote this exhibition tiger drawings by Van der Kooi were displayed at Dutch national railway stations.[20]
- 2013 A Frisian painter in Italy in Museum Martena in Franeker.
- 2014 Theme exhibition about sunlight in Museum Arti Legi in Gouda. This exhibition was opened by the Dutch comedian Paul van Vliet; Princess Beatrix later visited the exhibition.[21]
- 2017 Double exhibition Meisterzeichner - Weltentdecker ("Master drawer - explorer") in Rheine, Germany.[22][23][24]

## Libros
- 1995 - Recent works (Recent werk). Jan van der Kooi & Jaap Bruintjes. Publisher Art Media, Ámsterdam. ISBN 978-90-75370-01-0
- 2002 - Jan van der Kooi painter, drawer (schilder, tekenaar). Introductory written by Eric Bos & Diederik Kraaijpoel. Publisher Art Revisited, Marum. ISBN 978-90-72736-14-7
- 2005 - Bestiarium. Featuring an introduction written by Theo Laurentius. Publisher Art Revisited, Marum. ISBN 978-90-72736-42-0
- 2007 - Close at hand (Binnen handbereik). Compiled by Peter de Jong & Jan van der Kooi, introduction written by Pauline Broekema. Publisher Art Revisited, Marum. ISBN 978-90-72736-57-4
- 2012 - Jan van der Kooi drawer, painter (tekenaar, schilder). Frits Duparc & Nicolaas Matsier. Publisher Thoth, Bussum. ISBN 978-90-6868-608-1
- 2014 - Sunlight (Zonlicht). In conjunction with the theme exhibition in Arti Legi. ISBN 978-90-821617-3-1